# Takeoa nishimurai
Takeoa nishimurai is een spinnensoort in de taxonomische indeling van de Zoropsidae.
Het dier behoort tot het geslacht Takeoa. De wetenschappelijke naam van de soort werd voor het eerst geldig gepubliceerd in 1963 door Yaginuma.